# Reinfried
Reinfried ist ein deutscher männlicher Vorname und Familienname.

## Herkunft und Bedeutung
Reinfried ist abgeleitet über ragin (Rat) und fridu (Friede) von dem althochdeutschen Namen Raginfried.

## Namensträger

### Vorname
- Reinfried Herbst (* 1978), österreichischer Skirennläufer
- Reinfried Keilich (1938–2016), deutscher Schauspieler, Autor und Dramaturg
- Reinfried Pohl (1928–2014), deutscher Jurist und Unternehmer
- Reinfried Vogler (* 1931), deutscher Rechtsanwalt und Vertriebenenfunktionär
- Reinfried von Braunschweig, Figur des gleichnamigen Versromans aus dem 13. Jahrhundert

### Familienname
- Dieter Reinfried (* 1947), deutscher Politiker (CDU)
- Marcus Reinfried (* 1953), deutscher Romanist
- Sibylle Reinfried (* 1955), Schweizer Geowissenschaftlerin